# Total Eclipse of the Heart
"Total Eclipse of the Heart" là một bài hát của nghệ sĩ thu âm người xứ Wales Bonnie Tyler nằm trong album phòng thu thứ năm của bà, Faster Than the Speed of Night (1983). Nó được phát hành vào ngày 11 tháng 2 năm 1983 ở Vương quốc Anh và 31 tháng 5 năm 1993 ở Hoa Kỳ như là đĩa đơn đầu tiên trích từ album bởi Columbia Records. Bài hát được viết lời và sản xuất bởi Jim Steinman, người sẽ tiếp tục hợp tác cho album phòng thu tiếp theo của Tyler, Secret Dreams and Forbidden Fire (1986). Sau khi ấn tượng với những tác phẩm Steinman thực hiện cho Meat Loaf, nữ ca sĩ đã chủ động tiếp cận với ông để trở thành nhà sản xuất cho Faster Than the Speed of Night. "Total Eclipse of the Heart" là một bản pop ballad kết hợp với những yếu tố từ soft rock mang nội dung đề cập đến một người phụ nữ luôn mong muốn tìm được hạnh phúc trong tình yêu, nhưng lại sợ hãi vì điều đó với ý nghĩ rằng người yêu của mình sẽ ra đi, và điều đó sẽ khiến cô không thể tìm thấy ánh sáng trong cuộc đời mình.
Sau khi phát hành, "Total Eclipse of the Heart" nhận được những phản ứng tích cực từ các nhà phê bình âm nhạc, trong đó họ đánh giá cao chất giọng nội lực của Tyler cũng như quá trình sản xuất nó. Ngoài ra, bài hát còn gặt hái nhiều giải thưởng và đề cử tại những lễ trao giải lớn, bao gồm đề cử tại giải thưởng Âm nhạc Mỹ năm 1984 cho Đĩa đơn Pop/Rock được yêu thích nhất và một đề cử giải Grammy cho Trình diễn giọng pop nữ xuất sắc nhất tại lễ trao giải thường niên lần thứ 26. "Total Eclipse of the Heart" cũng tiếp nhận những thành công vượt trội về mặt thương mại, đứng đầu các bảng xếp hạng ở Úc, Canada, Ireland, New Zealand, Na Uy và Vương quốc Anh, đồng thời lọt vào top 10 ở hầu hết những quốc gia nó xuất hiện, bao gồm vươn đến top 5 ở nhiều thị trường lớn như Pháp, Thụy Điển và Thụy Sĩ. Tại Hoa Kỳ, nó đạt vị trí số một trên bảng xếp hạng Billboard Hot 100 trong bốn tuần liên tiếp, trở thành đĩa đơn quán quân đầu tiên và duy nhất của Tyler tại đây.
Video ca nhạc cho "Total Eclipse of the Heart" được đạo diễn bởi Russell Mulcahy và ghi hình tại bệnh viện Holloway Sanatorium ở Surrey, Anh, trong đó bao gồm những cảnh Tyler mặc đồ trắng và nằm mơ về những học sinh trong trường nội trú của nam sinh đang nhảy múa và hát trong một dàn hợp xướng. Để quảng bá bài hát, nữ ca sĩ đã trình diễn nó trên nhiều chương trình truyền hình và lễ trao giải lớn, bao gồm American Bandstand, Musikladen, Top of the Pops và giải Grammy lần thứ 26, cũng như trong nhiều chuyến lưu diễn của cô. Được ghi nhận là bài hát trứ danh trong sự nghiệp của Tyler, "Total Eclipse of the Heart" đã được hát lại và sử dụng làm nhạc mẫu bởi nhiều nghệ sĩ, như Westlife, Nicki French, One Direction và dàn diễn viên của Glee, cũng như xuất hiện trong nhiều tác phẩm điện ảnh và truyền hình, bao gồm Bandits, Cold Case, EastEnders và Nip/Tuck. Tính đến nay, nó đã bán được hơn 6 triệu bản trên toàn cầu, trở thành một trong những đĩa đơn bán chạy nhất mọi thời đại.

## Danh sách bài hát
Đĩa 7" tại Anh quốc
1. "Total Eclipse of the Heart" – 4:29
2. "Take Me Back" – 5:05

Đĩa 7" tại Hoa Kỳ
1. "Total Eclipse of the Heart" – 4:29
2. "Straight from the Heart" – 3:38

Đĩa 12" tại Anh quốc
1. "Total Eclipse of the Heart" – 6:59
2. "Take Me Back" – 5:22

## Xếp hạng
| Bảng xếp hạng (1987-88)               | Vị trí cao nhất |
| ------------------------------------- | --------------- |
| Úc (Kent Music Report)                | 1               |
| Bỉ (Ultratop 50 Flanders)             | 14              |
| Canada (RPM)                          | 1               |
| Canada Adult Contemporary (RPM)       | 9               |
| Pháp (IFOP)                           | 3               |
| Đức (Official German Charts)          | 16              |
| Ireland (IRMA)                        | 1               |
| Ý (FIMI)                              | 14              |
| Hà Lan (Dutch Top 40)                 | 24              |
| Hà Lan (Single Top 100)               | 18              |
| New Zealand (Recorded Music NZ)       | 1               |
| Na Uy (VG-lista)                      | 1               |
| Nam Phi (Springbok Radio)             | 1               |
| Tây Ban Nha (AFYVE)                   | 9               |
| Thụy Điển (Sverigetopplistan)         | 3               |
| Thụy Sĩ (Schweizer Hitparade)         | 3               |
| Anh Quốc (OCC)                        | 1               |
| Hoa Kỳ Billboard Hot 100              | 1               |
| Hoa Kỳ Adult Contemporary (Billboard) | 7               |

| Bảng xếp hạng (1983)                 | Vị trí |
| ------------------------------------ | ------ |
| Australia (Kent Music Report)        | 6      |
| Canada (RPM)                         | 5      |
| France (SNEP)                        | 15     |
| Italy (FIMI)                         | 81     |
| New Zealand (Recorded Music NZ)      | 5      |
| South Africa (Springbok Radio)       | 3      |
| UK Singles (Official Charts Company) | 5      |
| US Billboard Hot 100                 | 6      |

| Bảng xếp hạng (1980-89)              | Vị trí |
| ------------------------------------ | ------ |
| UK Singles (Official Charts Company) | 61     |

| Bảng xếp hạng                | Vị trí |
| ---------------------------- | ------ |
| US Billboard Hot 100         | 161    |
| US Billboard Hot 100 (Women) | 50     |

## Chứng nhận
| Quốc gia | Chứng nhận | Số đơn vị/doanh số chứng nhận |
| --- | ---------- | ----------------------------- |
| Canada (Music Canada) | Bạch kim   | 100.000^                      |
| Đan Mạch (IFPI Đan Mạch) | Vàng       | 45.000‡                       |
| Pháp (SNEP) | Vàng       | 632,000                       |
| Ý (FIMI) | Bạch kim   | 0‡                            |
| Anh Quốc (BPI) Đĩa cứng | Vàng       | 500.000^                      |
| Anh Quốc (BPI) Nhạc số | Bạc        | 250.000^                      |
| Hoa Kỳ (RIAA) Đĩa cứng | Bạch kim   | 1.000.000^                    |
| Hoa Kỳ (RIAA) Nhạc số | —          | 1,600,000                     |
| * Chứng nhận dựa theo doanh số tiêu thụ. ^ Chứng nhận dựa theo doanh số nhập hàng. ‡ Chứng nhận dựa theo doanh số tiêu thụ và phát trực tuyến. |            |                               |

## Phiên bản của Westlife
Ban nhạc Ireland Westlife thu âm một bản cover của bài hát trong album 2006 của họ The Love Album.
Đĩa đơn quảng bá CD
1. "Total Eclipse of the Heart" (Sunset Strippers Verse Club Mix)
2. "Total Eclipse of the Heart" (Sunset Strippers Dub Mix)
3. "Total Eclipse of the Heart" (Sunset Strippers Radio Edit)